# Polina (keresztnév)
A Polina női név az Apollinária önállósult beceneve.

## Rokon nevek
Apollinária, Polla

## Gyakorisága
Az újszülötteknek adott nevek körében az 1990-es években szórványos volt. A 2000-es és a 2010-es években sem szerepelt a 100 leggyakrabban adott női név között.
A teljes népességre vonatkozóan a Polina sem a 2000-es, sem a 2010-es években nem szerepelt a 100 leggyakrabban viselt női név között.

## Névnapok
január 8., július 23.

## Híres Polinák
- Pasztircsák Polina opera-énekesnő
- Polina Viktorovna Zserebcova orosz írónő
- Polina Guryeva súlyemelő